# Namundra leechi
Namundra leechi är en spindelart som beskrevs av Norman I. Platnick och Bird 2007. Namundra leechi ingår i släktet Namundra och familjen Prodidomidae.
Artens utbredningsområde är Angola. Inga underarter finns listade i Catalogue of Life.